# Nyuszipoly
A Nyuszipoly (eredeti cím: Bunnicula) amerikai televíziós rajzfilmsorozat, amelyet a Warner Bros. készített. A sorozat 2016 februárjában indult az amerikai Cartoon Network és Boomerang adókon. Cselekménye az azonos című, James Howe és Deborah Howe által megalkotott gyerekkönyv-sorozaton alapszik. Magyarországon a Boomerang tűzte műsorra 2016. június 20-án.

## Cselekmény
Mina és családja a háziállataikkal, Harolddal és Chesterrel együtt új házba költöznek. A lány a pincében egy zárt kriptát talál, ahol Nyuszipoly, Drakula egykori háziállata élt elzárva. Mina egy egyszerű nyúlnak nézi, de amikor Harolddal és Chesterrel marad együtt, mindig történik valami természetfeletti, amit Nyuszipoly az újdonsült barátaival old meg. Nyuszipoly – volt gazdájával ellentétben – zöldségek levét szipolyozza ki, amiből életerejét nyeri.

## Szereplők
A szereplők New Orleans-ban élnek.
| Szereplő               | Eredeti hang | Magyar hang                                                             |
| ---------------------- | --- | ----------------------------------------------------------------------- |
| Nyuszipoly (Bunnicula) | Chris Kattan | Moser Károly                                                            |
| Nyuszipoly (Bunnicula) | A bajkeverő vámpírnyúl. Különleges képességei vannak, lévén, hogy vámpír: képes szárnyakat idézni magára, alakot tud váltani és a zöldségek, gyümölcsök hatására mindig történik vele valami természetfeletti.              |                                                                         |
| Chester                | Sean Astin | Joó Gábor (2. évad első feléig) Renácz Zoltán (2. évad második felétől) |
| Chester                | A sziámi macska. Őt gyakran elkeseríti Nyuszipoly, s retteg a szörnyektől és a természetfeletti jelenségektől. Imád olvasni, jazzt hallgatni, szereti a feladványokat, a rejtvényeket, a keresztrejtvényeket és a szúdokut. |                                                                         |
| Harold                 | Brian Kimmet | Láng Balázs                                                             |
| Harold                 | A kutya. Imádja a barátait, Chestert és Nyuszipolyt, valamint a gazdáját, Minát. Kissé nehéz felfogású állat. |                                                                         |
| Mina Monroe            | Kari Wahlgern | Lamboni Anna                                                            |
| Mina Monroe            | A 13 éves lány. Nyuszipoly, Chester és Harold gazdája. |                                                                         |
| Bundás / Babszem       | Eric Bauza | N/A                                                                     |
| Bundás / Babszem       | Rémember. Ha a Hold fénye éri, egy dagadt, szőrös férfi, ha viszont nem éri vagy nappal van, akkor egy narancssárga bundájú macska.                                                                                         |                                                                         |
| Lugosi                 | Richard Steven Horvitz | Turi Bálint                                                             |
| Lugosi                 | Egy tengerimalac, aki Nyuszipolyt rögeszmésen a gazdájának tekinti. |                                                                         |
| Arthur Monroe          | Chris Kattan | Varga Rókus Tokaji Csaba                                                |
| Arthur Monroe          | Mina apja. |                                                                         |
| Marsha                 | Monie Mon | Bogdányi Titanilla Laudon Andrea                                        |
| Becky                  | Kate Higgins | Berkes Boglárka                                                         |
| Scott Dingleman        | Scott Menville | Czető Roland                                                            |
| Cassandra              | Audrey Wasilewski | Czető Zsanett                                                           |
| Barbara                | N/A | Nádasi Veronika                                                         |

### Magyar változat
A szinkront a Turner Broadcasting System megbízásából a Digital Media Services készítette.
- Magyar szöveg: Hegyi Krisztina
- Szinkronrendező: Horváth Vilmos Zoltán
- Felolvasó: Endrédi Máté